# Entrando numa Roubada
Entrando Numa Roubada é um filme brasileiro de 2015. Foi apresentado em 200 salas de cinema no Brasil. No início da produção se chamava "A Estrada".

## Sinopse
Após ganhar um prêmio de cem mil reais de um concurso de roteiros, Vitor (Bruno Torres), que tem uma carreira de ator mal sucedida, decide produzir um filme e contata seus antigos e fracassados amigos. Laura (Deborah Secco) e Eric (Júlio Andrade), atores e Walter (Lúcio Mauro Filho), que é diretor, decidem participar do filme chamado "Aceleração Máxima", onde se desenvolve na estrada.

## Elenco
- Deborah Secco ... Laura
- Lúcio Mauro Filho ... Walter
- Júlio Andrade ... Eric
- Bruno Torres ... Vitor
- Ana Carolina Machado ... Leticia
- Marcos Veras ... Alex
- Tadeu Mello ... Mario Jorge
- Tonico Pereira ... João
- Thogun ... Julio
- João Guilherme Ávila ... Jarbas
- Mariana Boccara ... refém #2
- Maira Chasseroux ... mãe
- Wagner Galvão ... apresentador
- José Mojica Marins ... gerente
- Luisa Micheletti ... repórter da TV
- Manoela Paixão ... refém #1
- Ranieri Rizza ... torturado
- Reiner Tenente... tio
- Aramis Trindade... Armando / Joe Joe
- Theo Werneck... policial #2
- Otavio Zobaran... policial #1

## Recepção
Do Zero Hora, Roger Lerina escreveu: "Rodado com um orçamento baixo, de R$ 1,8 milhões, "Entrando numa Roubada" replica em certa medida o entusiasmo e o espírito coletivo que move os personagens na trama."
Do Omelete, Gabriella Feola: "Entrando numa Roubada" começa intrigante e envolve o espectador com boas tomadas, cortes dinâmicos e a trilha sonora coroa o ritmo do filme [...] A inocência cega dos atores que, diante de tantas falhas, ainda acreditam que estão fazendo uma grande obra de arte, beira o ridículo.""
Cineweb, Alysson Oliveira: "É preciso certa de dose de boa vontade com "Entrando numa Roubada". Mas os personagens merecem? [...] Parece que não. Ninguém se destaca como digno de alguma simpatia. Entre caricatos, egocêntricos e egoístas, são figuras que esbarram em seus excessos e limitações...""
O Globo, Sérgio Rizzo: "Mistura desequilibrada de ação com comédia de humor negro [...] Algo do cinema de Quentin Tarantino paira no ar, mas nem mesmo o tom de pastiche torna divertida a brincadeira.""
Papo de Cinema, Leonardo Ribeiro: "As improbabilidades da história são tantas que fica difícil saber por onde começar, pois nem a pessoa com o maior poder de suspensão de descrença é capaz de aceitar a completa ausência de lógica do roteiro.""